# موريس هاردوين
موريس هاردوين (بالفرنسية: Maurice Hardouin)‏ هو لاعب كرة قدم فرنسي في مركز الهجوم، ولد في 26 مارس 1948 في Tiercé ‏ في فرنسا، وتوفي في 29 مارس 2019 في سيدا في فرنسا. لعب مع نادي ستراسبورغ ونادي سيدان ونادي فالينسيان ونادي لومان.

## وصلات خارجية
- موريس هاردوين على موقع قاعدة بيانات كرة القدم.إي يو (الإنجليزية)